# Phycosoma excisum
Phycosoma excisum là một loài nhện trong họ Theridiidae.
Loài này thuộc chi Phycosoma. Phycosoma excisum được Eugène Simon miêu tả năm 1889.